# 安羌镇
安羌镇是中华人民共和国四川省阿坝藏族羌族自治州阿坝县下辖的一个行政建制镇。
2020年6月，四川省人民政府批复同意阿坝州调整阿坝县等6个县部分乡镇行政区划。其中，撤销洛尔达乡、安羌乡，设立安羌镇，以原洛尔达乡阿尔君村、洛尔达村、徐藏村、哇多村、学尔沟村和原安羌乡所属行政区域为安羌镇行政区域，安羌镇人民政府驻安羌村安羌街38号。

## 行政区划
安羌镇下辖以下地区：
中安村、上安村和下安村。